# 黄耳拟啄木鸟
为须鴷科拟啄木属的鸟类。该物种的模式产地在爪哇。

## 特征
黄耳拟啄木鸟体重约33.3克，翼长约74.2毫米，嘴峰长约17毫米，喙宽度约7.2毫米，喙厚度约8.3毫米，跗蹠长约18.6毫米，尾长约45.8毫米。黄耳拟啄木鸟在其分布区内为留鸟，其栖息在密集的高大树木组成的森林中，食性为草食性，主要食物来源是水果。

## 分布
爪哇和巴厘岛。